# Born in the U.S.A.
Born in the U.S.A. é o sétimo álbum de estúdio do cantor estadunidense Bruce Springsteen, lançado em 4 de junho de 1984. Este álbum está na lista dos 200 álbuns definitivos no Rock and Roll Hall of Fame

## Faixas
Todas as canções escritas por Bruce Springsteen.
1. "Born in the U.S.A." - 4:39
2. "Cover Me" - 3:27
3. "Darlington County" - 4:48
4. "Working on the Highway" - 3:11
5. "Downbound Train" - 3:35
6. "I'm on Fire" - 2:37
7. "No Surrender" - 4:00
8. "Bobby Jean" - 3:46
9. "I'm Goin' Down" - 3:29
10. "Glory Days" - 4:15
11. "Dancing in the Dark" - 4:00
12. "My Hometown" - 4:34

## Créditos Musicais
- Bruce Springsteen – vocais, guitarras, violão

The E Street Band
- Roy Bittan – piano, sintetizador, back-vocals
- Clarence Clemons – saxofone, percussão, back-vocals
- Danny Federici – órgão, glockenspiel, piano em "Born in the U.S.A."
- Garry Tallent – baixo, back-vocals
- Steven Van Zandt – violão, mandolin, harmony vocals
- Max Weinberg – baterias, back-vocals

Músicos Convidados
- Richie "La Bamba" Rosenberg – back-vocals em "Cover Me" e "No Surrender"
- Ruth Davis – back-vocals em "My Hometown"

## Prêmios e Indicações
| Ano  | Prêmio                 | Categoria                                                      | Resultado |
| ---- | ---------------------- | -------------------------------------------------------------- | --------- |
| 1984 | American Music Awards  | Favorite Pop/Rock Single (for "Dancing in the Dark")           | Venceu    |
| 1984 | American Music Awards  | Favorite Pop/Rock Male Artist                                  | Indicado  |
| 1984 | American Music Awards  | Favorite Pop/Rock Male Artist Video                            | Indicado  |
| 1985 | Grammy Awards          | Best Rock Vocal Performance – Male (for "Dancing in the Dark") | Venceu    |
| 1985 | Grammy Awards          | Record of the Year (for "Dancing in the Dark")                 | Indicado  |
| 1985 | Grammy Awards          | Album of the Year                                              | Indicado  |
| 1985 | American Music Awards  | Favorite Pop/Rock Album                                        | Venceu    |
| 1985 | American Music Awards  | Favorite Pop/Rock Male Artist                                  | Venceu    |
| 1985 | American Music Awards  | Favorite Pop/Rock Male Artist Video                            | Venceu    |
| 1985 | MTV Music Video Awards | Best Stage Performance Video (for "Dancing in the Dark")       | Venceu    |
| 1985 | MTV Music Video Awards | Best Overall Performance (for "Dancing in the Dark")           | Indicado  |
| 1985 | MTV Music Video Awards | Best Male Video (for "Glory Days")                             | Indicado  |
| 1985 | Juno Awards            | International Album of the Year                                | Venceu    |
| 1986 | Grammy Awards          | Record of the Year (for "Born in the U.S.A.")                  | Indicado  |
| 1986 | Brit Awards            | Best International Solo Artist                                 | Venceu    |
| 1986 | MTV Music Video Awards | Best Overall Performance (for "Glory Days")                    | Indicado  |

## Desempenho nas Paradas Musicais
| Parada Musical                         | Posição |
| -------------------------------------- | ------- |
| Australian Kent Music Report           | 1       |
| Austrian Albums Chart                  | 1       |
| Canadian RPM Albums Chart              | 1       |
| Dutch Albums Chart                     | 1       |
| French SNEP Albums Chart               | 2       |
| Italian Albums Chart                   | 2       |
| Japanese Oricon LP Chart               | 6       |
| New Zealand Albums Chart               | 1       |
| Norwegian VG-lista Albums Chart        | 1       |
| Swedish Albums Chart                   | 1       |
| Swiss Albums Chart                     | 1       |
| UK Albums Chart                        | 1       |
| U.S. Billboard 200                     | 1       |
| West German Media Control Albums Chart | 1       |

| Parada Musical (1984)   | Posição |
| ----------------------- | ------- |
| Australian Albums Chart | 7       |
| Canadian Albums Chart   | 1       |
| Japanese Albums Chart   | 53      |
| UK Albums Chart         | 37      |
| U.S. Billboard Year-End | 28      |
| Parada Musical (1985)   | Posição |
| Australian Albums Chart | 2       |
| Austrian Albums Chart   | 4       |
| Canadian Albums Chart   | 7       |
| French Albums Chart     | 19      |
| Italian Albums Chart    | 3       |
| Swiss Albums Chart      | 3       |
| UK Albums Chart         | 4       |
| U.S. Billboard Year-End | 1       |
| Parada Musical (1986)   | Posição |
| Canadian Albums Chart   | 67      |
| U.S. Billboard Year-End | 16      |

## Vendas e Certificações
| Região                      | Certificação | Vendas       |
| --------------------------- | ------------ | ------------ |
| Australia (ARIA)            | 13× platina  | 910.000 +    |
| Canada (Music Canada)       | diamante     | 1.000.000 +  |
| Finland (Musiikkituottajat) | 2× platina   | 108.913 +    |
| France (SNEP)               | platina      | 453.000 +    |
| Germany (BVMI)              | 2× platina   | 1.000.000 +  |
| Japan (Oricon Charts)       |              | 212.700 +    |
| New Zealand (RIANZ)         | 16× platina  | 240.000 +    |
| United Kingdom (BPI)        | 3× platina   | 1.120.000 +  |
| United States (RIAA)        | 15× platina  | 15.000.000 + |